# Nunca Vi 1 Cientista
Nunca Vi 1 Cientista é um projeto de divulgação científica formado pelas cientistas Ana Bonassa e Laura Marise. O projeto tem o selo Science Vlogs Brasil, e produz vídeos para YouTube e Instagram divulgando informações científicas, desmentindo informações falsas, e promovendo o pensamento crítico e processos de checagem de informação.
Em 2024, o projeto ganhou atenção da mídia devido a um processo, em que as cientistas foram condenadas a apagar um vídeo em que desmentiam informações falsas sobre diabetes.

## Formação ebackgroundacadêmico
O projeto é formado pelas cientistas Ana Bonassa e Laura Marise.
Ana Cláudia Munhoz Bonassa é bióloga pela Universidade Estadual de Maringá (UEM), é mestra e doutora em ciências com ênfase em Fisiologia Humana pelo Instituto de Ciências Biomédicas da Universidade de São Paulo (ICB-USP). É especialista no metabolismo do diabetes.
A tese de doutorado na área de Fisiologia Humana defendida por Ana Bonassa tem como título "Efeitos de doze semanas de jejum intermitente em ratas Wistar recém-desmamadas". No trabalho, a partir de experiências com modelos animais em laboratório, estudou os impactos de doze semanas de jejum intermitente em modelos animais e verificar os impactos dessa dieta em disfunções metabólicas, como resistência à insulina e diabetes mellitus tipo 2 (T2DM). A pesquisa que resultou nesta tese foi desenvolvida sob a orientação do médico e professor universitário Angelo Rafael Carpinelli, professor sênior do ICB-USP e chefe do Laboratório de Fisiologia da Secreção de Insulina sediado no mesma unidade universitária.
Laura Marise de Freitas é farmacêutica-bioquímica pela Universidade Estadual Paulista (UNESP), mestra e doutora em Biociências e Biotecnologia Aplicadas à Farmácia pela Faculdade de Ciências Farmacêuticas de Araraquara, também da UNESP.
A tese de doutorado na área de Biotecnologia defendida por Laura Marise é intitulada "Combinação da terapia fotodinâmica a peptídeos antimicrobianos: efeitos e mecanismos", fruto do estudo dos efeitos e mecanismos da combinação de certos peptídeos antimicrobianos (PAM) com a terapia fotodinâmica antimicrobiana (aPDT) mediada pelos determinados fotossensibilizadores, usando como modelo a bactéria Enterococcus faecalis, em fase planctônica e biofilme, onde se constatou que a combinação da aPDT com os PAM selecionados se provou capaz de eliminar a bactéria usada como modelo. Esta tese trouxe uma pesquisa importante para compreender a resistência de certas bactérias a medicamentos. A investigação que resultou nesta tese foi desenvolvida sob a orientação da cientista e professora universitária Carla Raquel Fontana, professora Livre-Docente em Microbiologia da UNESP.

## Projeto de divulgação científica
Ana Bonassa e Laura Marise se conheceram em 2018 em uma competição internacional de comunicação científica, o FameLab. Decidiram fundar o projeto no mesmo ano. Segundo Bonassa, "o nome apareceu numa das reuniões que tivemos com outras pessoas da equipe, porque até mesmo quem mora na Cidade Universitária ou está dentro desse ambiente sempre comenta que nunca viu um cientista". O objetivo é promover o entendimento de como a ciência funciona, desenvolver o pensamento crítico e fazer as pessoas questionarem a confiabilidade das fontes das informações que recebem, combatendo fake news. Possuem vídeos sobre as áreas de ciências exatas, humanas e biológicas, em que desconstroem soluções milagrosas, ensinam como entender artigos científicos, apresentam outros divulgadores, entre outros. Entre os vídeos mais populares estão a colaboração com Maíra Medeiros, do canal Nunca Te Pedi Nada, em vídeo sobre mulheres na ciência na história, práticas controversas da medicina alternativa, incluindo a homeopatia, e a dicas culinárias científicas.
Durante a pandemia de COVID-19, foram um dos canais que falaram sobre a doença. Criticaram a comparação entre a covid e uma gripe, divulgaram a estratégia de achatar a curva, e falaram sobre a falta de evidências para o tratamento com hidroxicloroquina. Por causa desses vídeos, sofreram ataques públicos, represálias, e até tentativas de invasão do canal. Também desmentiram várias informações falsas relacionadas à doença.
Em 2018 e 2019, realizaram duas edições do Concurso Cultural “Acho que vi 1 cientista”, que tem como objetivo de estimular o contato das crianças com o universo científico. Em 2019, Ana Bonassa e Laura de Freitas produziram o projeto de divulgação científica "Vai lá no meu pôster", apoiado pela FAPESP. Em 2021, lançaram o livro Super-Heróis da Ciência: 52 cientistas e suas pesquisas transformadoras.
Em um ano de funcionamento, o projeto já possuía 100 mil seguidores, distribuídos entre YouTube, Facebook, Instagram e Twitter. Em setembro de 2024, são 286 mil seguidores no YouTube.

### Reconhecimento pelo campo universitário
O conteúdo produzido pelo canal tem repercutido no campo universitário, especialmente por estudiosos ligados ao Ensino de Ciências e a Divulgação Científica, com diversos artigos citando o referido canal, inclusive sendo objeto de pesquisa, com outros canais do YouTube, na tese de doutorado "Estratégias para leitura de vídeos educativos de ciências do YouTube: contribuições de um coletivo docente" defendida pela pesquisadora Marinilde Tadeu Karat sob a orientação da professora doutora Patricia Montanari Giraldi que foi aprovada pelo Programa de Pós-Graduação em Educação Científica e Tecnológica da Universidade Federal de Santa Catarina (UFSC).
Em artigo publicado na Revista Rumores, da USP, o canal é analisado como parte de uma nova forma de divulgação científica no audiovisual, com abertura ao diálogo com a audiência, de forma acessível e dinâmica. Usa-se estratégias que permitem o letramento científico da audiência, expondo como cientistas trabalham para resolver determinados problemas, expondo os processos mais do que somente os resultados da ciência.
Vídeos do canal já se encontram na documentos pedagógicos de cursos de universidades públicas, como o plano de ensino de Química Geral de um curso de engenharia da Universidade Federal de São João Del-Rei (UFSJ), situada em Minas Gerais.

## Processo sobre tratamento do diabetes
Em junho de 2023, o projeto publicou um vídeo em que desmentia a relação entre diabetes e vermes, propagada por um nutricionista influencer. O vídeo, publicado no Instagram, continha o print do perfil público do nutricionista que vendia "protocolo de desparasitação" como cura da doença. Além disso, trazia a explicação do funcionamento da doença, um caso de uma pessoa que parou o tratamento de diabetes e morreu, e outros canais que divulgavam a desinformação. Bonassa afirmou que uma das motivações do vídeo foi divulgar os "perigos de abandonar o tratamento comprovado do diabetes". O projeto já havia divulgado outros vídeos expondo a falta de relação entre diabete e vermes, além de outros vídeos sobre a doença.
O nutricionista tentou remover o vídeo com denúncia de propriedade intelectual no próprio Instagram, que foi negado. Depois, entrou com um processo contra as cientistas do projeto.
Em 4 de setembro de 2024, a juíza Larissa Boni Valieris, da 1ª Vara do Juizado Especial Cível, do estado de São Paulo, condenou a dupla ao pagamento de R$ 1.000 em danos morais ao responsável pelas postagens, além de multa de R$100 por dia de descumprimento. A juíza argumentou ter havido violação à "intimidade, à vida privada, à honra e à imagem das pessoas", e que o vídeo teria causado "situação de vergonha e tristeza" ao autor.
Em 14 de setembro de 2024, o projeto publicou um vídeo no YouTube, reproduzindo o vídeo censurado, sem a imagem do perfil público que motivou o processo, e explicando o caso. As cientistas afirmaram que vão recorrer da decisão, especialmente devido ao perigoso precedente que poderia ser estabelecido.
Em 30 de setembro, o ministro Dias Toffoli, do Supremo Tribunal Federal, suspendeu a decisão da Justiça de São Paulo. Na decisão, afirma que o vídeo contém "manifestação de pensamento crítico" e “publicação razoável (due diligence), de boa fé, dotada de verossimilhança e com conteúdo claramente de interesse público (finalidade científica e didática)".

### Repercussão
Natasha Felizi, diretora do Instituto Serrapilheira, criticou a decisão da juíza, pois ela pode abrir precedente preocupante e limitar o debate cientificamente informado, oferecendo riscos à população. Reinaldo Azevedo disse que se trata de combater o charlatanismo, e defendeu que o caso seja analisado pelo Conselho Nacional de Justiça. Reinaldo José Lopes, colunista da Folha de S.Paulo, afirmou ser importante que a Justiça não atrapalhe, e deixe quem realmente entende do assunto possa refutar argumentos falsos sem o medo de sofrer assédio jurídico.